# Гольдфарб, Лев Семёнович
Лев Семёнович Гольдфарб (при рождении Лев Шимонович; 1910—1960) — советский инженер и учёный, профессор, доктор технических наук (1948).
Автор и соавтор многих научных работ.

## Биография
Родился 5 апреля (по старому стилю) 1910 года в Киеве, в семье тереспольского мещанина Бельского уезда  Седлецкой губернии Шимона Ицковича-Шмулевича Гольдфарба и Махли Шахновны Гольдфарб.
В 1931 году окончил Московский энергетический институт. По окончании вуза и по 1959 год занимался в нем преподавательской и научной деятельностью. Одновременно с 1951 года преподавал во Всесоюзном электротехническом институте им. В.И. Ленина (ныне Всероссийский электротехнический институт) в Москве.
Являясь специалистом в области автоматического регулирования, основные работы и труды Гольдфарба относились к теории автоматического регулирования и расчету нелинейных и следящих систем, а также сложных объектов регулирования. Он предложил и разработал метод гармонического баланса (названный в честь него «методом Гольдфарба»), являющийся одним из основных методов расчета нелинейных систем.
Лев Семёнович Руководил — создатель первой в СССР методики расчета магнитных усилителей. Также он разработал в 1933 году первые электронно-ионные регуляторы напряжения для мощных генераторов переменного тока. Первым применил приближенные методы исследования автоколебаний, разработанные ранее применительно к радиотехническим системам. Изданный им в МЭИ конспект лекций по теории систем автоматического регулирования ещё долгие годы оставался уникальным и до сих пор сохраняет своё значение.
Умер в 1960 году в Москве.